# VLC
VLC media player (первоначально — VideoLAN Client, обычно называемый просто VLC) — свободный кроссплатформенный медиапроигрыватель, разрабатываемый проектом VideoLAN. Программа работает на большинстве современных операционных систем и мобильных платформ.

## Возможности
Медиаплеер VLC можно использовать в качестве сервера для трансляции аудио- и видеопотока (потоковое мультимедиа) по сети (поддерживает протоколы IPv4 и IPv6). Для воспроизведения файлов мультимедиа не требуется установка дополнительных кодеков.
Программа может воспроизводить DVD и потоковое незашифрованное (без DRM) видео (IPTV) и интернет-радио. Также может записывать потоковое аудио/видео на компьютер. VLC воспроизводит испорченные файлы — например, с повреждёнными индексами.
В январе 2021 года в версии VLC 3.0.12 появилась поддержка Apple M1, фирменного процессора от Apple. Таким образом, популярный медиаплеер сможет нативно работать на ноутбуках MacBook Pro, MacBook Air и настольных мини-ПК Mac mini, меньше нагружая процессор и аккумулятор.
В январе 2025 года появилась поддержка генерации субтитров искусственным интеллектом в оффлайн-режиме с последующим переводом на более чем 100 языков.

## История разработки
Изначально проект был разработан студентами парижского университета École Centrale Paris в 1996 году. После полного переписывания кода в 1998 году и благодаря соглашению с École Centrale Paris в 2001 году VLC стал распространяться с открытым исходным кодом. С 2009 года проект полностью отделён от университета и управляется автономной некоммерческой организацией. Сейчас же над проектом VideoLAN (клиентская и серверная часть) работает «The VLC Team» и сообщество разработчиков, живущих по всему миру.
Значок конуса, используемый в VLC — отсылка к коллекционированию дорожных конусов ассоциацией студентов École Centrale Networking.
VLC избегает лицензионных отчислений MPEG LA, так как выпускается НКО из Франции, где не признаются патенты на программные реализации алгоритмов.

## Интерфейс
Изначально графический интерфейс VLC базировался на wxWidgets, однако из-за многочисленных проблем, связанных с этим инструментарием, разработчиками было принято решение перейти на использование Qt 4 для графического интерфейса. Некоторое время можно было выбирать между этими двумя инструментариями, однако в данный момент интерфейс на wxWidgets полностью исключён.

Рождественский интерфейс медиапроигрывателя VLC

Через skins2-интерфейс реализована поддержка скинов Winamp 2 и XMMS. Однако, VLC не поддерживает напрямую скины для Winamp Classic.
Для пользователей, использующих терминал, реализован интерфейс на ncurses.
Также существуют интерфейсы, использующие telnet и HTTP (AJAX), специально для удалённого управления программой.
VLC включает в себя ActiveX-компонент, что позволяет встроить его в другое приложение, а также плагин для Mozilla Firefox.

## Поддержка форматов

### Поддерживаемые для воспроизведения
VLC может читать различные форматы, в зависимости от того, на какой ОС он запущен.
- Контейнерные форматы (цифровые): 3GP, ASF, AVI, DVR-MS, FLV, Matroska (MKV), MIDI, QuickTime File Format, MP4, Ogg, OGM, WAV, MPEG-2 (ES, PS, TS, PVA, MP3), AIFF, Raw audio, Raw DV, MXF, VOB, RM, DVD-Video, VCD, SVCD, CD Audio, DVB
- Форматы аудио: AAC, AC3, ALAC, AMR, DTS, DV Audio, XM, FLAC, It, MACE, MOD, Monkey's Audio, MP3, Opus[38], PLS, QCP, QDM2/QDMC, RealAudio, Speex, Screamtracker 3/S3M, TTA, Vorbis, WavPack, WMA (WMA 1/2, WMA 3 partially)[39].
- Источники захвата: Video4Linux (Linux), DirectShow (Windows), рабочий стол (screencast), цифровое TV (DVB-C, DVB-S, DVB-T, DVB-S2, DVB-T2, ATSC, Clear QAM)
- Сетевые протоколы: FTP, HTTP, MMS, RSS/Atom, RTMP, RTP (unicast или multicast), RTSP, UDP
- Форматы для стриминга: Apple HLS, Flash RTMP, MPEG-DASH, MPEG Transport Stream, RTP/RTSP ISMA/3GPP PSS, Windows Media MMS
- Субтитры: Advanced SubStation Alpha, Closed Captions, DVB, DVD-Video, MPEG-4 Timed Text, MPL2,OGM, SubStation Alpha, SubRip, SVCD, телетекст, текстовые файлы, VobSub, WebVTT
- Видеоформаты со сжатием: Cinepak, Dirac, DV, H.263, H.264/MPEG-4 AVC, H.265/MPEG HEVC[40], HuffYUV, Indeo 3, MJPEG, MPEG-1, MPEG-2, MPEG-4 Part 2, RealVideo 3&4, Sorenson (поддерживается прямое воспроизведение файлов, сжатых модифицированным кодеком Sorenson H.263 и скачанных с YouTube), Theora, VC-1, VP5, VP6, VP8, VP9[40], DNxHD, ProRes и WMV.

### Форматы для потокового вывода/конвертации
VLC может кодировать или транслировать аудио и видео в разные форматы. Поддерживаемые (реализованные) форматы для вывода/кодирования различаются в зависимости от используемой ОС.
- Контейнерные: ASF, AVI, FLAC, FLV[a], Fraps[a], Matroska, MP4, MPJPEG, MPEG-2 (ES, MP3), Ogg, PS, PVA, QuickTime File Format, TS, WAV, WebM.
- Аудио: AAC, AC-3, DV Audio, FLAC, MP3[b], Speex, Vorbis, Opus.
- Потоковые протоколы: HTTP, MMS, RTSP, RTP, UDP.
- Видео: Dirac, DV, H.263, H.264/MPEG-4 AVC, H.265/MPEG-H HEVC, MJPEG, MPEG-1, MPEG-2, MPEG-4 Part 2, Theora, VP5[c], VP6, VP8[c], VP9[40], AV1, FFV1.

## Решения на основе VideoLAN
Решение на основе VideoLAN включает в себя следующие программы:
- VLS (VideoLAN Server) с возможностью трансляции на один или несколько компьютеров сети файлов формата MPEG-1, MPEG-2 и MPEG-4, DVD-видео, цифрового телевидения, включая спутниковое, а также видео в реальном времени
- VLC (изначально называвшийся VideoLAN Client), который можно использовать либо как сервер потоковой трансляции файлов формата MPEG-1, MPEG-2 и MPEG-4, DVD-видео и видео в реальном времени на один или несколько компьютеров сети, либо как клиент для приема, декодирования и демонстрации видеопотоков в различных операционных системах

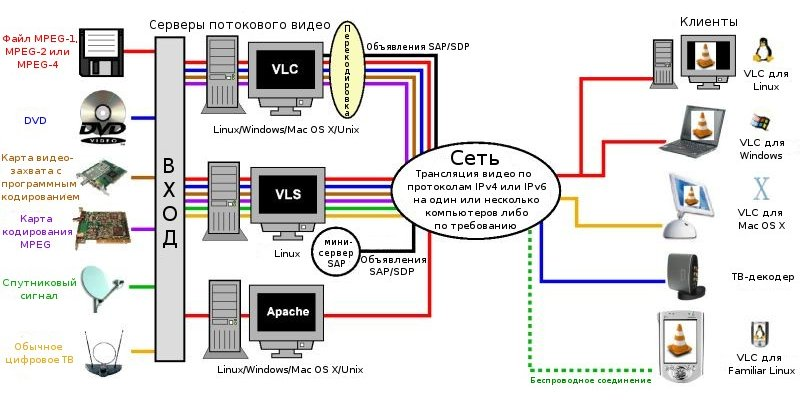
Полный общий вид решения на основе VideoLAN

## Мобильные версии
Медиапроигрыватель есть и на Android и на iOS.

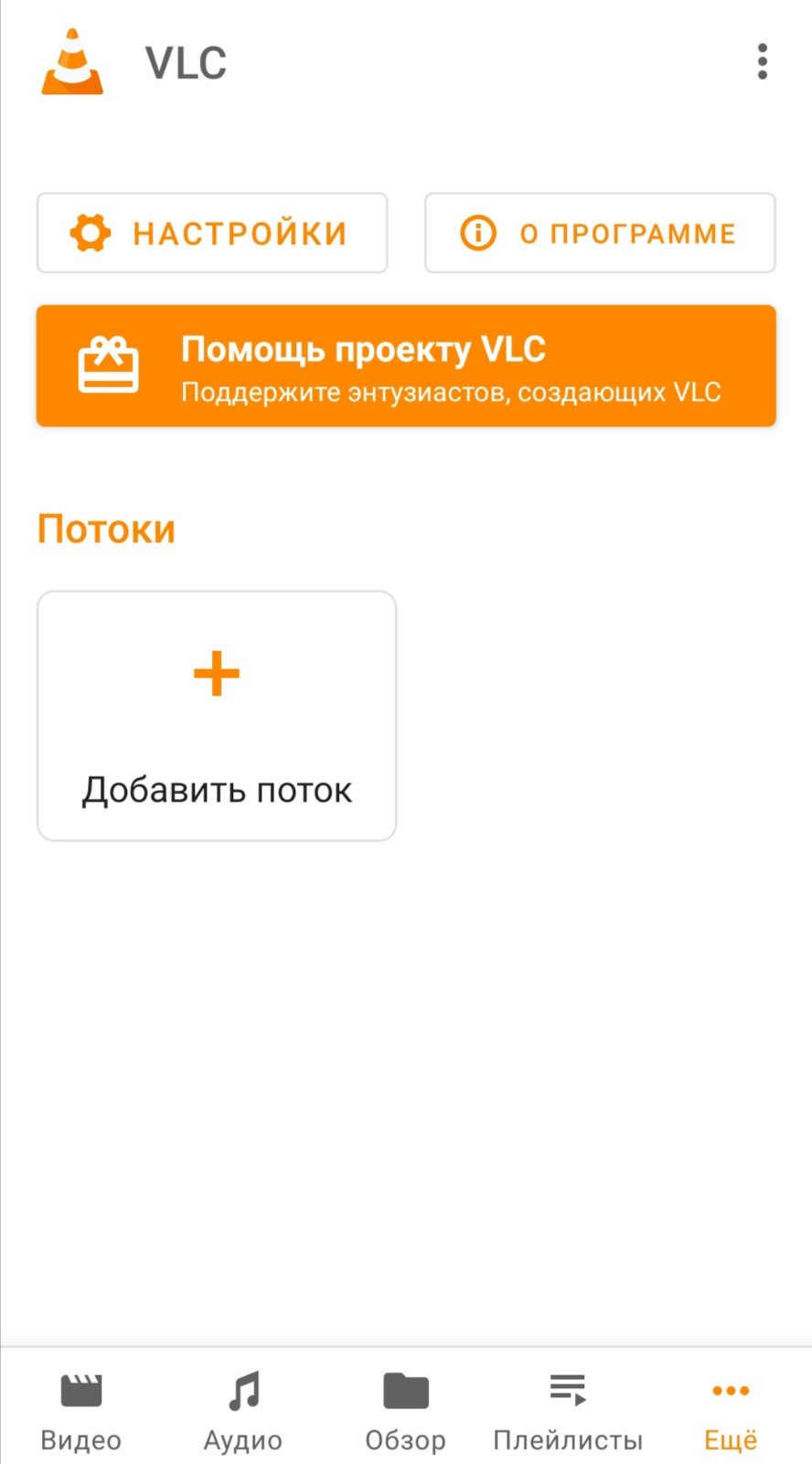
VLC Для Android, запущенный на телефоне Huawei

### VLC for Android
VLC for Android — воспроизводит большинство локальных видео и аудиофайлов, а также сетевых потоков (включая адаптивную потоковую передачу).
VLC для Android также поддерживает многодорожечный звук и субтитры. Он поддерживает автоповорот, настройку соотношения сторон и жесты для управления громкостью, яркостью и поиском.
Поддерживаются все форматы, включая MKV, MP4, AVI, MOV, Ogg, FLAC, TS, M2TS, Wv и AAC. Все кодеки включены без отдельной загрузки. Он поддерживает субтитры, телетекст и скрытые титры.
Имеет медиа-библиотеку для аудио/видеофайлов и позволяет напрямую просматривать папки.

### VLC for Mobile
VLC for Mobile — полностью бесплатная программа с открытым исходным кодом.
Поддерживается воспроизведение с Dropbox, Google Drive, OneDrive, Box, iCloud Drive, iTunes, напрямую по ссылке, через WiFi Sharing, так же как и вещание с SMB, FTP, UPnP/DLNA медиасерверов и Интернет.